# Jungle Gold
Jungle Gold (Ouro Selvagem no Brasil) é um reality show documentado americano do Discovery Channel que estreou em 26 de outubro de 2012. A série segue George Wright e Scott Lomu enquanto tentam ganhar algum dinheiro, a fim de se recuperar depois de ter perdido tudo na crise financeira de 2008. Inside sobre a dupla enquanto encontram-se na missão de minerar ouro de aluvião no Ashanti Belt ao longo do rio Birim em Gana na África Ocidental. As ferramentas utilizadas para recuperar o ouro são: mercúrio, um trommel, bombas de água, e uma escavadeira.  A aldeia onde extraem o ouro está do outro lado do rio, enquanto a vila mais próxima é Romaso, Gana, e a cidade mais próxima é Dunkwa (Ghana). As filmagens para a segunda temporada começaram no dia 6 de março de 2013.

## Controversas
Após o último episódio da 1 ª temporada, "Ep. 7 - Roubo à Mão Armada" e "Ep. 8 - Bastidores" especial foi ao ar, houve um certo grau de especulações quanto à possibilidade ou não do assalto ter sido falsificado.